# Kellis
L'antica Kellis, oggi nota come Ismant el-Kharab (Ismant la rovinata), era un villaggio dell'Alto Egitto durante il periodo romano. Si trovava circa 2,5 km a est-sudest dell'attuale Ismant, nell'oasi di Dakhla, e circa 11 km a nordest di Mut el-Kharab, capitale dell'oasi. In tempi antichi Mut veniva chiamata Mothis, e quindi Kellis si trovava nel nome Mothite.

## Strutture
Il villaggio era lungo 1050 metri e largo 650 metri, ed era costruito quasi interamente con mattoni di fango su una bassa terrazza, con uadi a sudest e nordest, e circondato da campi. Tra le piccole produzioni c'erano tessuti, ceramiche lavorate a mano e mascalcia. Tra le attrazioni di Kellis c'era il tempio di Tutu e tre chiese. La piccola chiesa orientale è la più antica conosciuta dell'Egitto. Il sito fu occupato dalla fine del periodo tolemaico, e fu abbandonato dopo il 392. Da allora non fu più abitato, tranne che per un certo periodo negli anni quaranta, quando alcuni beduini vi si accamparono. Molti edifici sono sepolti sotto la sabbia, e le loro sommità sono visibili sopra la superficie. Altri sono nascosti, e rischiano di collassare quando gli incauti turisti li calpestano.

## Scavi archeologici
L'esplorazione archeologica di Kellis iniziò nel 1986. Dal 1991 gli scavi di Kellis sono finanziati dalla Australian Research Council, gestito dall'Università Monash di Melbourne.  Migliaia di frammenti scritti sono stati scavati a Kellis, riguardanti soprattutto l'antica religione chiamata Manicheismo, i cui fedeli a Kellis vissero apparentemente in antichità accanto ai Cristiani.  A Kellis, gli archeologi hanno trovato anche libri in legno, stoviglie di vetro, utensili e altri oggetti domestici, ma anche cimiteri dove sono state rinvenute mummie ricoperte di maschere funerarie e altri elementi in cartonnage.